# Plankalkül
Plankalkül är ett programspråk skapat av Konrad Zuse under åren 1942-1945/46. Det kom att dröja till år 1972 innan språket publicerades av GMD (Gesellschaft für Mathematik und Datenverarbeitung).